# Transformers: War for Cybertron
Transformers: War for Cybertron es un videojuego de acción y shooter en tercera persona basado en la franquicia Transformers, desarrollado por High Moon Studios y publicado por Activision. El juego salió a la venta el 22 de junio de 2010 para Microsoft Windows, PlayStation 3, Wii y Xbox 360. Dos versiones portátiles del juego fueron lanzadas para Nintendo DS, con una presentando la campaña de los Autobots y la otra la de los Decepticons. 
Ambientado en Cybertron, el planeta natal de los Transformers, antes de su llegada a la Tierra, el juego muestra la mortal guerra civil entre Autobots y Decepticons. Los jugadores pueden elegir cualquiera de las facciones, ya que cada una tiene su propia campaña separada (aunque la Decepticon es cronológicamente la primera). La trama del juego gira en torno a una sustancia conocida como Dark Energon, una versión más peligrosa y destructiva del Energon, que alimenta a los Transformers. Mientras el malvado líder Decepticon Megatron busca esta sustancia para sí mismo, creyendo que le permitirá devolver el planeta a su "edad de oro", los Autobots, liderados por Optimus Prime, intentan detenerlo, sabiendo que en cambio condenaría a su mundo natal.
War for Cybertron recibió críticas generalmente favorables, y muchos lo vieron como una mejora respecto a los juegos anteriores de Transformers. Fue elogiado por su modo multijugador, diseños de personajes y actuación de voz, y las críticas se reservaron para el diseño visual del escenario del juego. Una secuela, Transformers: Fall of Cybertron, fue lanzada en agosto de 2012, y un tercer juego, Transformers: Rise of the Dark Spark, fue lanzado en junio de 2014.

## Jugabilidad
War for Cybertron se juega desde una perspectiva en tercera persona. Los Transformers son clasificados en cuatro categorías principales: líder, soldado, científico y explorador. Cada personaje de la campaña se clasifica como uno de estos tipos, y su armamento, habilidades y forma de vehículo están influenciados en gran medida por su clase de personaje. Los jugadores pueden cambiar entre formas a voluntad, y cada forma tiene habilidades únicas. Mientras que en forma de robot, los personajes también pueden recolectar diferentes armas, que recuerdan a las que se encuentran en los juegos de disparos en primera persona, cuando se está en forma de vehículo, cada personaje puede aumentar su velocidad.
Cada nivel de campaña le da al jugador la opción de tres Transformers. La campaña se puede jugar en modo de un solo jugador o en modo cooperativo a través del modo multijugador en línea, y los jugadores pueden entrar o salir del juego en cualquier momento. Si hay menos de tres jugadores presentes, la IA del juego controla los personajes jugables restantes. Los modos cooperativo y competitivo del juego se limitan al juego en línea, sin funciones de pantalla dividida disponibles. Los niveles del juego están diseñados para permitir que los personajes naveguen y jueguen cómodamente en cualquier modo.

## Argumento
El juego se divide en dos campañas, que llevan a la misma historia. Podemos optar por seguir la campaña Decepticon o Autobot, pero si se quiere seguir la trama deberemos empezar por la Decepticon. Sin embargo, hay hechos que se comparten en una y la otra, lo cual aclara dudas.

### Campaña Decepticon
Megatron, en un intento por terminar con los Autobots, decide encontrar y manipular el Energon Oscuro, el cual es una leyenda entre la raza. El líder entonces, decide ir tras el junto con un grupo de decepticons. Al llegar a la ubicación, se topa con Starscream (en ese entonces no se conocían) quien le advierte a Megatron que este Energon no se puede manipular, y que solo causa destrucción y muerte a quien lo intente. Megatron decide ir tras el después de todas formas y Starscream lo ataca. Después de superar varios enemigos y obstáculos, Megatron por fin llega al Energón Oscuro y lo toma. Starscream y Jetfire (en ese entonces no era autobot ni decepticon) tratan de detenerlo, pero es muy tarde: Megatron se hizo con el control del Energón Oscuro y aumenta los poderes de todos su grupo. Este entonces, se prepara para aniquilar a Starscream, pero entonces, este se ofrece como nuevo recluta decepticon y además de fuente de información del Energón Oscuro. Megatron lo acepta y juntos atacan a Jetfire, quien presenció este acto y acusa de traidor a Starscream.
Al poco tiempo, Starscream se volvió el mejor soldado de Megatron, pero a la vez el que más odia, ya que siempre intenta obtener su poder y trono.
Megatron anuncia la siguiente misión: ir tras Zeta Prime para derrocar a su ejército y a la vez dejándolos indefensos. Esto se cumple, pero sin embargo, no lo matan. Pero Zeta Prime decide usar a su arma letal: Omega Supreme.
Mientras Zeta Prime es escoltado y encarcelado, los Decepticons se encargan de tomar la capital de Cybertron, donde se encontraban los autobots. La batalla se declina enormemente a favor de los Decepticons: El poder de estos, sumado a la supuesta muerte de Zeta Prime los deja muy indefensos.
La única esperanza de los autobots es Omega Supreme. Pero los Decepticons se encargan de derrotarlo. Y no solo eso: Megatron usa su Energón Oscuro para corromperlo y que quedara a su disposición. Luego Megatron fuerza a Omega Supreme a abrir la puerta que conduce al centro de Cybertron e infectarlo de Energón Oscuro ( A Primus) y Cybertron se infecta totalmente de Energón Oscuro

### Campaña Autobot
Esta campaña empieza justo en la invasión Decepticon hacia la capital cybertroniana.
Bumblebee, en medio de la batalla, le informa a Optimus Prime que Zeta Prime ha muerto. Esto hace que, temporalmente, tome el liderazgo Autobot para repeler a los Decepticons. La misión se cumple. Sin embargo, Optimus no se da por vencido con Zeta Prime. Para esto, junto con un grupo Autobot, se infiltran en la cárcel Decepticon.
En el transcurso de la cárcel, se encuentran con que Optimus tenía razón: Zeta está vivo, pero atrapado en el fondo de la cárcel, la más segura sala de todas. Cuando llegan, se encuentran con Soundwave y Frenzy. Cuando estos son derrotados, Optimus habla con Zeta. Este le dice que no se de por vencido, y muere. Estos llevan el cuerpo de Zeta ante los Autobots y es proclamado el nuevo líder Autobot. También le dicen que el planeta no soporta la cantidad de destrucción que sufre, y que este se destruirá. Entonces debe evacuar a todos los autobots hacia otros planetas para que el suyo no se destruya.
Mientras, Jetfire se encuentra en una misión junto con otro grupo dentro de una nave, tratando de repeler el ataque aéreo Decepticon. En el medio de la batalla, se dan cuenta de que esa nave, no es nada más y nada menos que un descepticón gigante, llamado Trypticon. Estos pelean contra el gigante, quien se trasforma y, mientras pelea, va cayendo hacia Cybertron. Jetfire y su grupo apenas pudieron escapar vivos del ataque de parte de Trypticon.
Cuando este entra en la atmósfera, se convierte en un meteorito que choca causando un enorme daño. Este Decepticon se encarga de que nadie salga del planeta.
Optimus, Bumblebee e Ironhide se encargan de destruirlo. Cuando lo hacen, Optimus envía la señal para que todos los Autobots escapen de Cybertron y se salven. La batalla terminó. La guerra no. 
Pronto, Optimus y Megatron se encontrarían en una violenta batalla, ya sea la predicción "Uno quedará en pie, y el otro caerá".

## Personajes
| Autobots                                                | Autobots                                    | Autobots                                                | Autobots                                              | Autobots |
| ------------------------------------------------------- | ------------------------------------------- | ------------------------------------------------------- | ----------------------------------------------------- | -------- |
| - Arcee - Air Raid - Bumblebee - Ironhide               | - Ironhide - Jazz - Jetfire                 | - Omega Supreme - Optimus Prime - Ratchet - Scattershot | - Sideswipe - Silverbolt - Warpath - Zeta Prime       |          |
| Decepticons                                             |                                             |                                                         |                                                       |          |
| - Barricade - Brawl - Breakdown - Dead End - Demolishor | - Frenzy - Laserbeak - Megatron - Onslaught | - Rumble - Shockwave - Skywarp - Slipstream             | - Soundwave - Starscream - Thundercracker - Trypticon |          |

## Recepción

### Crítica
La reacción de la crítica ha sido generalmente positiva, con muchos citando que War for Cybertron es una mejora respecto a los juegos anteriores de Transformers. La versión para PC tiene una puntuación de 76,25% en GameRankings y 76/100 en Metacritic. La versión de PlayStation 3 tiene un 78,47% y 77/100 en los dos sitios agregados, mientras que la versión de Xbox 360 cuenta con puntuaciones de 79,45% y 76/100 respectivamente.
Los críticos elogiaron las actuaciones de voz del juego. Matt Kell de G4TV señaló que el trabajo de voz de Peter Cullen como Optimus era "imponente y familiar", y agregó que los otros actores "incluso hacen todo lo posible para replicar las voces de la serie original". Mike Nelson de Game Informer estuvo de acuerdo y señaló el excelente diálogo del juego, afirmando que "el guión tiene todo el melodrama exagerado que esperarías de los robots gigantes que hablan". Varios críticos también dieron altas calificaciones al modo multijugador de War for Cybertron. Arthur Gies de IGN notó las influencias de Unreal Championship, Tribes, Team Fortress 2 y Battlefield: Bad Company 2, agregando que "War for Cybertron aprovecha su mecánica de transformación para crear algo que se siente sorprendentemente nuevo".

### Ventas
El juego vendió unas 219.000 unidades en los Estados Unidos.

## Secuela
En noviembre de 2010 se anunció una secuela de War for Cybertron. "Este es el más exitoso y altamente calificado de cualquier juego que haya tenido la marca Hasbro y esperamos una secuela en 2012", declaró el representante de Hasbro, Mark Belcher. El juego estaba programado para su lanzamiento en 2012 y su título oficial, Transformers: Fall of Cybertron, fue revelado el 6 de octubre de 2011. Es una continuación directa de War for Cybertron, completando la historia de la desaparición del planeta Cybertron y el éxodo de los Transformers. Un nuevo Autobot, Grimlock, fue confirmado en el anuncio del título.